# Emily Fridlund
Emily Fridlund (* 1979) ist eine US-amerikanische Schriftstellerin.

## Leben

### Herkunft und Ausbildung
Emily Fridlund wurde 1979 geboren und wuchs in Edina, Minnesota, nahe bei ihren Großeltern auf. Sie beschreibt sich als „City Girl“, das in der Vorstadt der Metropolregion der Twin Cities als mittleres von drei Kindern groß wurde. Ihre Eltern waren Camping-Liebhaber, und so verbrachte Fridlund viel Zeit in der freien Natur, vor allem am nördlichen Ufer des Lake Superior in Minnesota.
Fridlund besuchte das St. Olaf College in Northfield, Minnesota, und dann das Principia College in Elsah, Illinois, das sie mit einem Bachelor-Abschluss verließ. Sie studierte an der Washington University und erwarb dort 2004 am Fachbereich Englisch mit der Arbeit A Ghoul in my Bed einen Master of Fine Arts (M.F.A.). Danach unterrichtete sie an ihrer Hochschule. Mehrere Jahre lebte Fridlund auch in Los Angeles, wo sie an der University of Southern California (USC) studierte. 2014 schloss sie dort ihre Doktorarbeit in Literatur und Kreativem Schreiben ab.

### Erste Kurzgeschichten und erfolgreiches Romandebüt
Erste Schritte als Autorin machte Fridlund mit dem Verfassen von Kurzgeschichten. Ihre Werke erschienen in verschiedenen Zeitschriften, u. a. in ZYZZYVA (Lock Jaw, 2014), Boston Review (Expecting, 2004), Southwest Review, FiveChapters, New Orleans Review, Sou’wester und The Portland Review. Fridlund selbst beschreibt sich als eher langsam arbeitende Schriftstellerin, die beim Verfassen ihrer Texte keine Skizzen verwendet. „Wahrscheinlich denke ich in Bezug auf die Sprache – vor allem Rhythmus, den Rhythmus von Sätzen – mehr als alles andere.“, so Fridlund, die sich oft von Satz zu Satz arbeitet, was sie selbst als schwierige Arbeitsweise begreift.
Im Jahr 2017 veröffentlichte Fridlund mit History of Wolves ihren Debütroman, bei dem sie finanziell von einem Stipendium der Barbara Deming Memorial Fund für Feministen-Projekte unterstützt wurde. Die Geschichte stellt eine 14-jährige Jugendliche in den Mittelpunkt, die isoliert in einer ehemaligen Kommune in einer Kleinstadt im Norden Minnesotas aufwächst. Erst durch die Freundschaft zu einer neu zugezogenen Professorenfamilie, für die sie als Babysitter arbeitet, empfindet sie ein Gefühl der Zugehörigkeit. Als das Mädchen aber von der jungen Familie gemieden wird, kämpft sie verzweifelt darum, wieder von ihr akzeptiert zu werden, mit verheerenden Folgen.
Das erste Kapitel von History of Wolves basiert ursprünglich auf einer gleichnamigen Kurzgeschichte, die Fridlund für einen Autoren-Workshop an der University of Southern California verfasst hatte, wo sie zu dieser Zeit auch an ihrer Doktorarbeit schrieb. In dieser wird Linda, die Hauptfigur aus dem späteren Roman, mit einem neuen Lehrer aus Kalifornien konfrontiert, der ihr die titelgebende Geschichtsarbeit über Wölfe aufgibt, aber später wegen des Verdachts der Kinderpornografie verhaftet wird. Fridlund verfasste die Kurzgeschichte eigenen Angaben zufolge für ihre Verhältnisse relativ schnell, überarbeitete sie aber mehrere Jahre lang. 2013 brachte ihr die Veröffentlichung den McGinnis-Ritchie Award der Southwest Review ein. Fridlund empfand die Figur der Linda als „interessant, schwierig und seltsam“ genug, um ihr ein eigenes Romanprojekt zu widmen. Auch vermisste sie in Kalifornien den Wechsel der Jahreszeiten und die Wälder im heimatlichen Minnesota. Daraufhin erfand sie für ihren Debütroman den Ort „Loose River“, den sie westlich von Duluth und nördlich von Brainerd verortete. Als Inspiration dienten Fridlund die Campingausflüge aus ihrer Kindheit. Auch reiste sie für Nachforschungen zu ihrem Roman nach Jahren wieder ins nördliche Minnesota. Den ersten Entwurf gab Fridlund der befreundeten Autorin Aimee Bender zu lesen, mit der sie in Kalifornien studiert hatte und der sie den Roman auch später mitwidmete.
History of Wolves gelangte im Jahr seiner Veröffentlichung auf die Shortlist des britischen Man Booker Prize und machte die 38-jährige Autorin so einem internationalen Publikum bekannt. Das National Public Radio lobte Fridlunds Erstlingswerk als „mitreißendes Debüt“, während die Kritikerin Megan Hustad (New York Times) ihn als „einen Roman von Ideen“ beschrieb, der sich wie „cleverer Pulp“ lese und History of Wolves als ein „fesselndes Buch aus Können und Kalibrierung“ lobte. Neben Aimee Bender erhielt Fridlunds schmerzvoller Bildungsroman auch Zuspruch von amerikanischen Autorenkollegen wie T. C. Boyle und Ben Marcus. 2018 wurde History of Wolves mit dem Sue Kaufman Prize for First Fiction ausgezeichnet. Ein Jahr später gelangte Fridlunds Roman auf die Shortlist des International DUBLIN Literary Award.

### Privatleben und weitere literarische Arbeit
Emily Fridlund ist verheiratet und lebt in der Region von Finger Lakes im Bundesstaat New York. Im Sommer 2017 wurde sie Mutter eines Sohnes. Fridlund unterrichtet an der Cornell University, wo sie auch zum Thema Gleichzeitigkeit in der modernistischen und zeitgenössischen Epik von Frauen forschte.
Im Oktober 2017 veröffentlichte der Verlag Sarabande Books mit Catapult eine erste Sammlung von elf Kurzgeschichten Fridlunds. Publishers Weekly rezensierte den Band als eine „gerissene und überraschende Sammlung um Figuren, die akuten, aber alltäglichen Kämpfen in Beziehungen ausgesetzt sind, die sich ersticken und realistisch anfühlen“. Für die Titelgeschichte hatte Fridlund 2015 den verlagseigenen Mary McCarthy Prize erhalten. Catapult erzählt von der Beziehung zwischen einer Jugendlichen und ihrem christlichen Freund, die beide das Thema Zeitreisen verbindet, während seine Eltern fälschlicherweise davon ausgehen, dass sie sexuell aktiv sind.
Fridlund arbeitete 2017 an einem weiteren Roman, der Unfruchtbarkeit, Klimawandel und das Verschwinden eines Kindes zum Thema haben sollte.

## Werke
Romane
- History of Wolves. [s. l.]: Orion Publishing, 2017, ISBN 978-1-4746-0294-5.
  - dt.: Eine Geschichte der Wölfe. Berlin Verlag, [Berlin] [2017], ISBN 978-3-8270-1367-5.

Anthologien
- Catapult. Stories. Sarabande Books, Louisville KY [2017], ISBN 978-1-946448-05-7.

## Auszeichnungen
- 2013: McGinnis-Ritchie Award für History of Wolves (Beste Kurzgeschichte)
- 2015: Mary McCarthy Prize für Catapult (Beste Kurzgeschichte)
- 2018: Sue Kaufman Prize for First Fiction für History of Wolves